# Xanthorhoe deleta
Xanthorhoe deleta là một loài bướm đêm trong họ Geometridae.